# Mordellidae
Famille
Les Mordellidae ou Mordellidés sont une famille d'insectes de l'ordre des coléoptères, de la super-famille des Tenebrionoidea. Ils sont communément appelés coléoptères sauteurs, du fait de leur mode de fuite devant un prédateur. Cette famille est composée de plus de 1500 espèces, dont plusieurs espèces d'insectes butineurs et pollinisateurs.

## Systématique
- La famille des Mordellidés a été décrite par l’entomologiste français Pierre André Latreille en 1802[2].
- Le genre type est Mordella Linné, 1758

### Nom vernaculaire
- Mordellidés[3]

### Taxinomie
Il existe trois sous-familles dont une éteinte.
- Sous-Famille Ctenidiinae Franciscolo, 1951

Ctenidia Laporte de Castelnau dans Brullé, 1840
- Sous-Famille Mordellinae Latreille, 1802

Tribu Conaliini Ermisch, 1956
Conalia Mulsant & Rey, 1858
Conaliamorpha Ermisch, 1968
Glipodes LeConte, 1862
Isotrilophus Liljeblad, 1945
Ophthalmoconalia Ermisch, 1968
Paraconalia Ermisch, 1968
Pseudoconalia Ermisch, 1950
Stenoconalia Ermisch, 1967
Xanthoconalia Franciscolo, 1942
Tribu Mordellini Siedlitz, 1875
Adelptes Franciscolo, 1965
Asiamordella Hong, 2002
Austromordella Ermisch, 1950
Binaghia Franciscolo, 1943
Boatia Franciscolo, 1985
Caffromorda Franciscolo, 1952
Calycina Blair, 1922
Cephaloglipa Franciscolo, 1952
Congomorda Ermisch, 1955
Cothurus Champion, 1891
Cretanaspis Huang & Yang, 1999
Curtimorda Méquignon, 1946
Glipa LeConte, 1859
Glipidiomorpha Franciscolo, 1952
Hoshihananomia Kônô, 1935
Iberomorda Méquignon, 1946
Ideorhipistena Franciscolo, 2000
Klapperichimorda Ermisch, 1968
Larinomorda Ermisch, 1968
Liaoximordella Wang, 1993
Machairophora Franciscolo, 1943
Macrotomoxia Píc, 1922
Mirimordella Liu, Lu & Ren, 2007
Mordella Linnaeus, 1758
Mordellina Schilsky, 1908
Mordellapygium Ray, 1930
Mordellaria Ermisch, 1950
Mordelloides Ray, 1939
Mordellopalpus Franciscolo, 1955
Neocurtimorda Franciscolo, 1950
Neotomoxia Ermisch, 1950
Ophthalmoglipa Franciscolo, 1952
Paramordella Píc, 1936
Paramordellana Ermisch, 1968
Paramordellaria Ermisch, 1968
Paraphungia Ermisch, 1969
Parastenomordella Ermisch, 1950
Paratomoxia Ermisch, 1950
Paratomoxioda Ermisch, 1954
Phungia Píc, 1922
Plesitomoxia Ermisch, 1955
Praemordella Shchegoleva-Barovskaya, 1929
Pseudomordellaria Ermisch, 1950
Pseudotomoxia Ermisch, 1950
Sphaeromorda Franciscolo, 1950
Stenaliamorda Ermisch & Chûjô, 1968
StenomordaErmisch, 1950
Stenomordella Ermisch, 1941
Stenomordellaria Ermisch, 1950
Stenomordellariodes Ermisch, 1954
Succimorda Kubisz, 2001
Tolidomordella Ermisch, 1950
Tolidomoxia Ermisch, 1950
Tomoxia Costa, 1854
Tomoxioda Ermisch, 1950
Trichotomoxia Franciscolo, 1950
Variimorda Méquignon, 1946
Wittmerimorda Franciscolo, 1952
Yakuhananomia Kônô, 1935
Zeamordella Broun, 1886
Tribu Mordellistenini Ermisch, 1941
Asiatolida Shiyake, 2000
Calyce Champion, 1891
Calycemorda Ermisch, 1969
Calyceoidea Ermisch, 1969
Dellamora Normand, 1916
Diversimorda Ermisch, 1969
Ermischiella Franciscolo, 1950
Fahraeusiella Ermisch, 1953
Falsomordellina Nomura, 1966
Falsomordellistena Ermisch, 1941
Falsopseudomoxia Franciscolo, 1965
Glipostena Ermisch, 1941
Glipostenoda Ermisch, 1950
Gymnostena Franciscolo, 1950
Mordellina Schilsky, 1908
Mordellistena Costa, 1854
Mordellistenalia Ermisch, 1958
Mordellistenochroa Horák, 1982
Mordellistenoda Ermisch, 1941
Mordellistenula Stchegoleva-Barowskaja, 1930
Mordellochroa Emery, 1876
Mordellochroidea Ermisch, 1969
Mordelloxena Franciscolo, 1950
Morphomordellochroa Ermisch, 1969
Neomordellistena Ermisch, 1950
Palmorda Ermisch, 1969
Palpomorda Ermisch, 1969
Paramordellistena Ermisch, 1950
Phunginus Píc, 1922
Pselaphokentron Franciscolo, 1955
Pseudodellamora Ermisch, 1942
Pseudotolida Ermisch, 1950
Raymordella Franciscolo, 1956
Tolida Mulsant, 1856
Tolidopalpus Ermisch, 1951
Tolidostena Ermisch, 1942
Uhligia Horák, 1990
Xanthomorda Ermisch, 1968
Tribu Reynoldsiellini Franciscolo, 1957
Reynoldsiella Ray, 1930
Tribu Stenaliini Franciscolo, 1956
Brodskyella Horák, 1989
Pselaphostena Franciscolo, 1950
Stenalia Mulsant, 1856
Stenaliodes Franciscolo, 1956
- Sous-Famille † Praemordellinae

Bellimordella
Mirimordella
Praemordella

### Genres rencontrés en Europe
- tribu des Conaliini :
  - Conalia Mulsant & Rey 1858
- tribu des Mordellini :
  - Curtimorda Méquignon 1946
  - Hoshihananomia Kônô 1935
  - Iberomorda Méquignon 1946
  - Mediimorda Méquignon 1946
  - Mordella Linnaeus 1758
  - Mordellaria Ermisch 1950
  - Tomoxia Costa 1854
  - Variimorda Méquignon 1946
- tribu des Mordellistenini :
  - Dellamora Normand 1916
  - Mordellistena
  - Mordellistenochroa
  - Mordellistenula
  - Mordellochroa
  - Pseudodellamora
  - Tolida
- tribu des Stenaliini :
  - Stenalia